# دار الظهرة (السياني)

تعديل مصدري - تعديل

دار الظهرة محلة تابعة لقرية الظهرة، التابعة لعزلة نخلان بمديرية السياني إحدى مديريات محافظة إب في الجمهورية اليمنية.، بلغ تعداد سكانها 28 حسب تعداد اليمن لعام 2004.